# 김정기 (1970년)
김정기(金楨璂, 1970년 3월 5일~)는 공무원으로, 대한민국의 대구광역시 행정부시장 겸 시장 권한대행이다.

## 학력
- 경북대학교 법과대학 행정학 학사
- KDI 국제정책대학원 국가정책학 석사

## 경력
- 1997 제41회 행정고시 합격
- 1998 국민고충처리위원회 사무관
- 2002 행정자치부 조직관리과, 혁신총괄과
- 2004 ~ 2006.09 대통령비서실 정책실장실 행정관
- 2006.09 ~ 2007.12 국무조정실 제주특별자치도지원위원회 과장
- 2007.12 ~ 2008.03 행정자치부 개인정보보호팀장
- 2008.03 ~ 2008.05 행정안전부 개인정보보호과장
- 2008.05 ~ 2012 행정안전부 지방재정세제국·지방공기업팀장·제도정책관실 조직실 민원제도과장
- 2012 ~ 2014 미국 조지아 대학교 칼빈슨 연구소 파견
- 2014 ~ 2016 행정자치부 조직진단과장
- 2016 ~ 2019.10 행정안전부 조직기획과장
- 2019.10 ~ 2022.01 대구광역시청 기획조정실장
- 2022.01 ~ 2022.01 대구광역시 행정부시장 직무대행
- 2023.01 ~ 2023.07 행정안전부 스마트복지안전공동체 추진단장
- 2023.07 ~ 2025.01 행정안전부 조직국장
- 2025.01 ~ 제15대 대구광역시 행정부시장
- 2025.04 ~ 대구광역시장 권한대행
- 2025.04 ~ 대구 FC 구단주